# Ислямизация
Ислямизация (на арабски: أسلمة) е политически термин, използван за да се опише процесът на нарастващото влияние на исляма в различни области на държавната политика и обществения живот, както и процесът на увеличаване на броя на хората, практикуващи исляма в определен регион или страна.
Към 2019 в света има повече от 1 милиард души, които изповядват исляма. През 1900 г. мюсюлманите представляват едва 4,2% от населението, а днес са около 22% от населението на света. Според прогнозите броят на мюсюлманите на Земята до 2030 г. ще нарасне до 26,4% и ще бъде поне 2 милиарда при общо население от 8 милиарда, което прави исляма най-бързо нарастващата световна религия по брой на привържениците.

## История
В първите векове след раждането на исляма „ислямизация“ се нарича приемането на исляма от народите, които са обитавали териториите, превзети по време на арабските завоевания.
Налагането на исляма се извършва главно с военни средства. Ислямът получава най-широко разпространение в резултат на мюсюлманските завоевания по времето на Мохамед, както и по времето на Праведния и Омаядския халифати. Тогава са завладени Арабският полуостров, Северна Африка, Испания и Централна Азия и ислямът е утвърден като преобладаваща религия на тяхната територия.
По-нататъшното разпространение на исляма се дължи също на завоевания: на Египет (639 – 654 г.), на Персия, арабското нашествие в Афганистан, арабско-хазарските войни, на Иберийския полуостров, на Армения, мюсюлманското завладяване на Южна Азия. Също така разпространението на исляма е повлияно от разцвета на селджукската държава, от османските войни в Европа и от установяването на исляма като религия на Златната Орда от Узбек хан.

## Съвременност
Държавите, в които ислямът е доминиращата религия, по принцип могат да изберат за себе си два пътя на развитие – светска или ислямска държава. Ислямската държава предвижда процес на проникване на доктрините на исляма в практически всички сфери на живота, в дейността на ислямските общности и в живота на хората.
Нов етап в развитието на исляма настъпва с получаването на независимост от страните от арабския свят по време на деколонизацията през 20 век, включително след Втората световна война. Афганистан (1919), Кралство Ирак (1921), Кралство Египет (1922), Палестина (1922), Йемен (1918), Индонезия (1945), Сирия (1946), Йордания (1946), Пакистан (1947), Тунис (1956), Либия (1951), Мароко (1956), Мавритания (1960), Сомалия (1960), Кувейт (1961), Алжир (1962), Оман (1970), Катар (1971), Обединените арабски емирства (1971), Бахрейн (1971), Джибути (1977), Бруней (1984) и др. стават независими държави с преобладаващо мюсюлманско население.
През 21 век най-острите проблеми, свързани с ислямизацията, са ислямският тероризъм, ИДИЛ, миграционната криза в Европа, забраната за влизане в САЩ за жители на някои страни.

## Теория на ислямизацията на Европа
Започвайки с арабското нашествие в Иберия през 711 г., в различни краища на Европа са формирани мюсюлмански държави: Кордовски емират, Сицилиански емират, Златната Орда и нейните фрагменти, Османската империя.
В Западна Европа ислямът се утвърждава сравнително скоро, като преди края на Втората световна война в нея има много малко изповядващи исляма. Но в днешно време във Франция, Германия, Великобритания и други европейски страни влиянието на исляма се засилва. Това се дължи главно на увеличаването на имиграцията на мюсюлмани от страните от Магреба и Близкия Изток, както и на естествения прираст на потомците на първите поколения имигранти. Сред съществуващите мюсюлмански държави в Европа са Албания, Босна и Херцеговина и Република Косово.